# Navio Real de Pesquisa
Um Navio Real de Pesquisa (RRS - Royal Research Ship) é uma embarcação da marinha mercante do Reino Unido, que realiza pesquisas científicas para o Governo de Sua Majestade. Organizações que operam tais navios incluem; o Natural Environment Research Council (NERC), do British Antarctic Survey (BAS) e o National Oceanography Centre (NOC). Uma ordem da Rainha é necessária antes que um navio pode ser designado como um RRS.

## Lista Atual de Navios Reais De Pesquisa
Todos os navios com o prefixo "RRS" - Royal Research Ship.
| Navio                 | Entrou em serviço | Deslocamento    | Tipo                   | Proprietário                         | Operador de                                                            | Nota  |
| --------------------- | ----------------- | --------------- | ---------------------- | ------------------------------------ | ---------------------------------------------------------------------- | ----- |
| RRS James Clark Ross  | 1990              | 5,732 toneladas | Navio de pesquisa      | Natural Environment Research Council | British Antarctic Survey                                               | [ 3 ] |
| RRS Ernest Shackleton | 1995              | 4,028 toneladas | Navio de abastecimento | Natural Environment Research Council | British Antarctic Survey                                               | [ 4 ] |
| RRS James Cook        | 2007              | 5,800 toneladas | Navio de pesquisa      | Natural Environment Research Council | Divisão Nacional de Instalações Marinhas, National Oceanography Centre | [ 6 ] |
| RRS Discovery         | 2013              | 6,260 toneladas | Navio de pesquisa      | Natural Environment Research Council | Divisão Nacional de Instalações Marinhas, National Oceanography Centre | [ 8 ] |

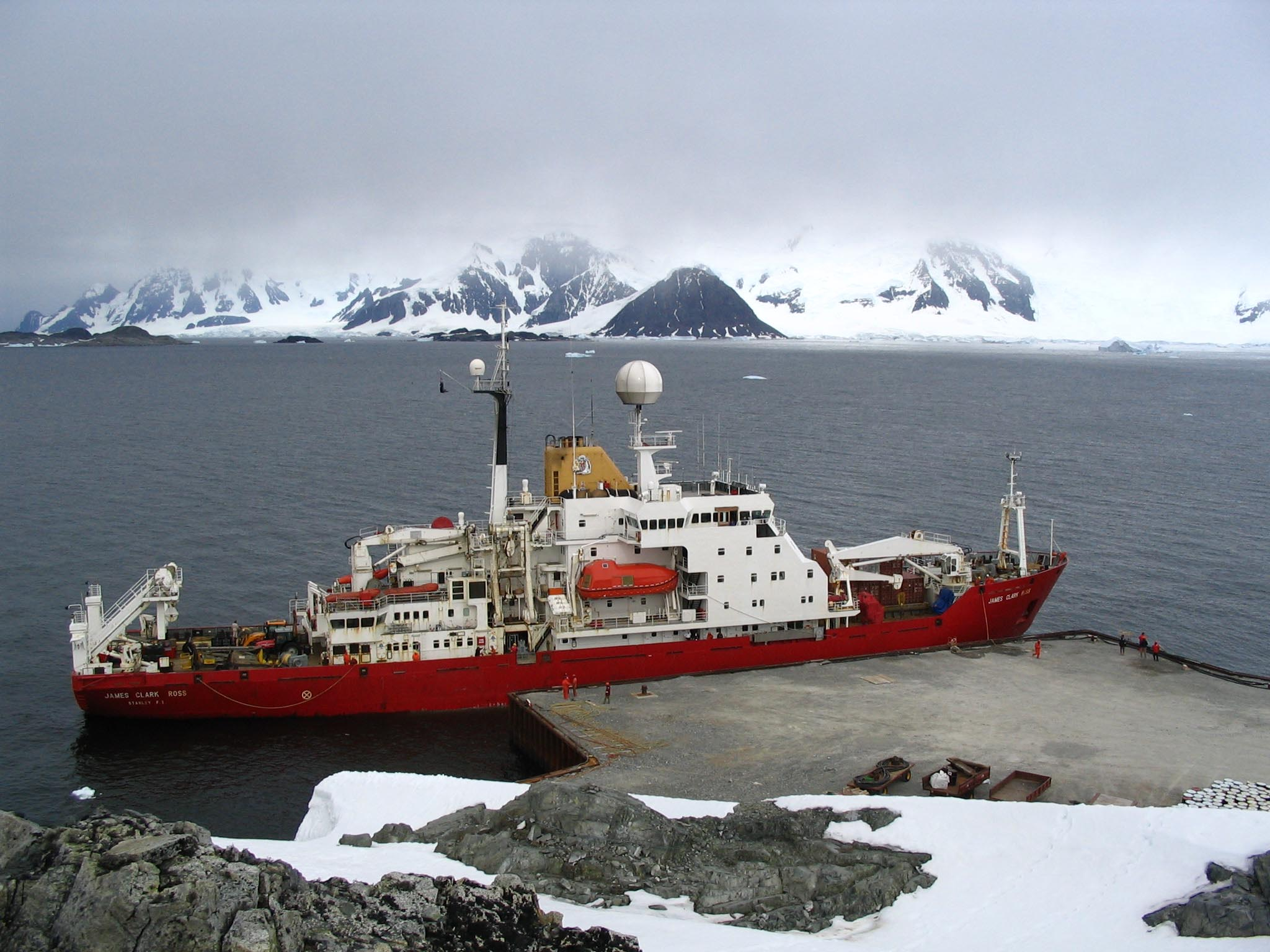
James Clark Ross
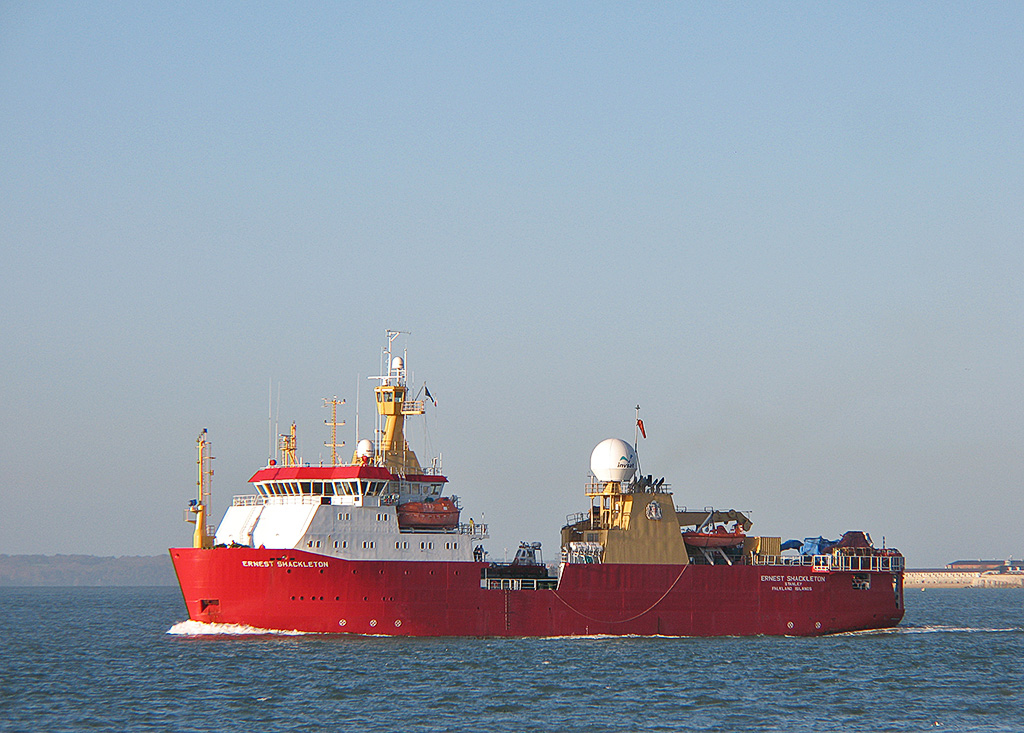
Ernest Shackleton
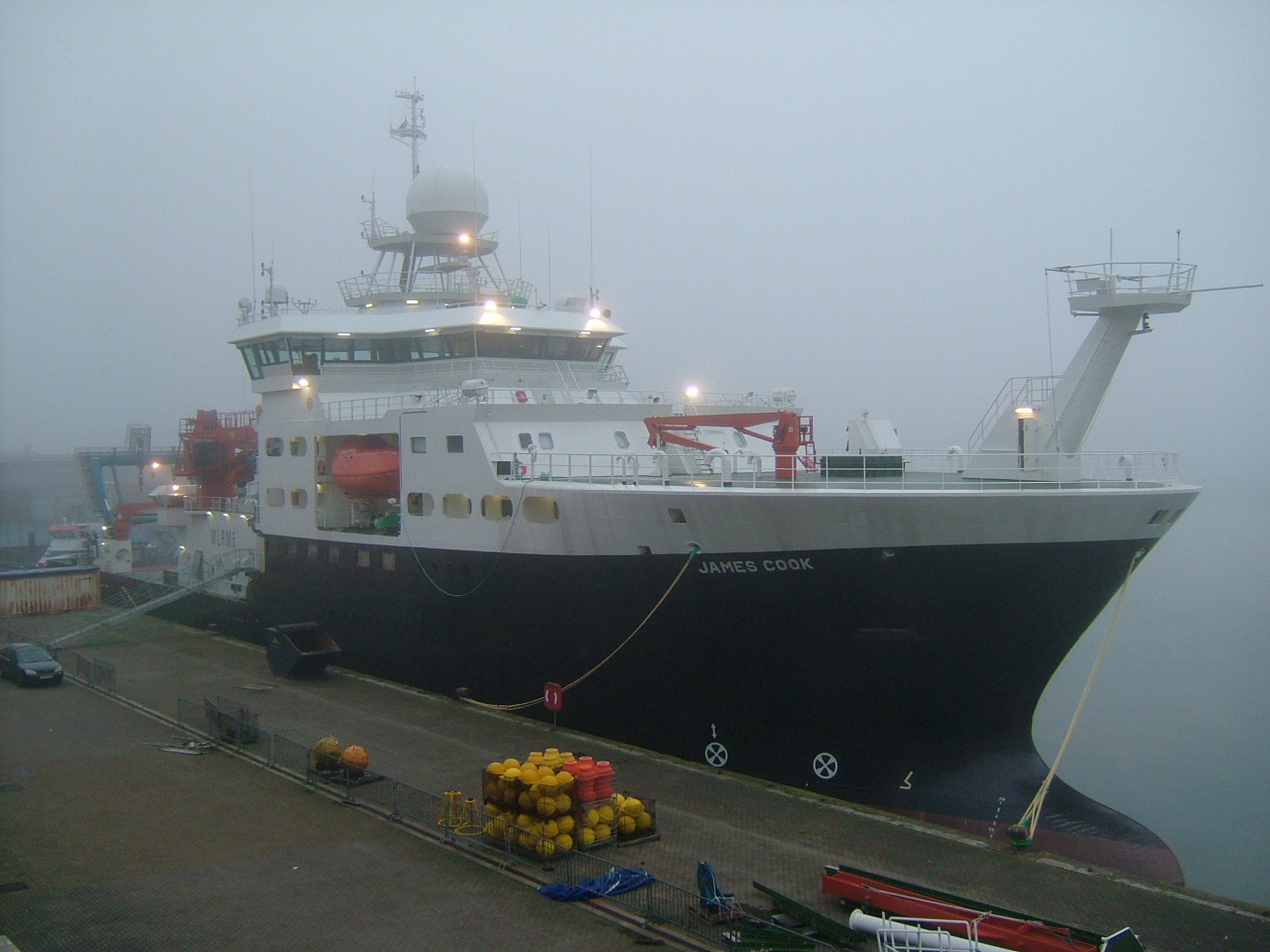
James Cook
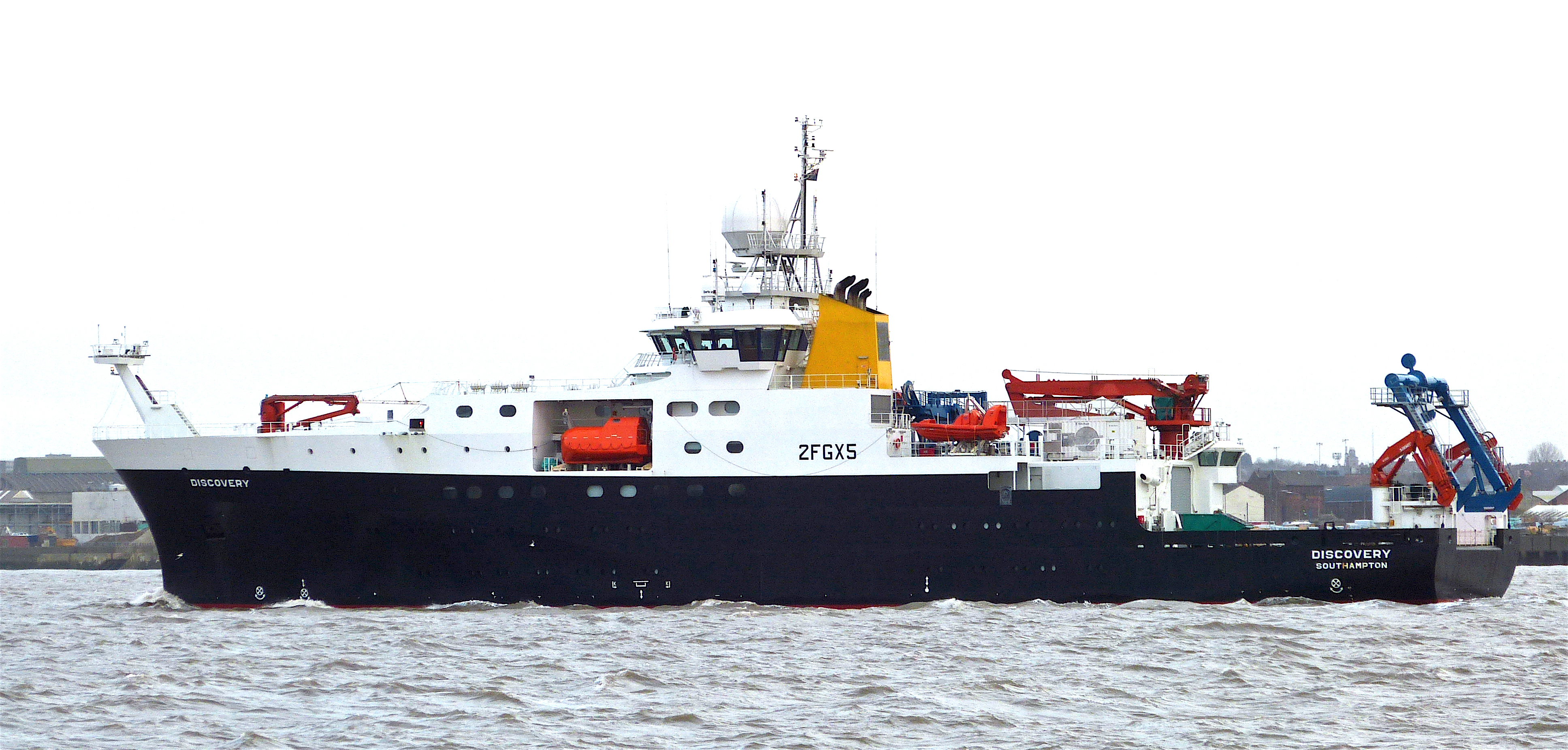
Descoberta

## Notáveis ex-Navios Reais de Pesquisa
- RRS Discovery (1901)
- RRS William Scoresby (1926)
- RRS Discovery II (1929)
- RRS John Biscoe (1956)
- RRS Discovery (1962)
- RRS Bransfield (1970)
- RRS Charles Darwin (1985)